# Oanh tạc Singapore (1944–1945)
Oanh tạc Singapore (1944–45) là một chiến dịch quân sự do các lực lượng hàng không của Đồng Minh tiến hành trong Chiến tranh thế giới thứ hai. Các đơn vị oanh tạc cơ tầm xa thuộc Lực lượng hàng không của Lục quân Hoa Kỳ (USAAF) tiến hành 11 vụ tập kích bằng đường không nhằm vào Singapore do Nhật Bản chiếm đóng từ tháng 11 năm 1944 đến tháng 3 năm 1945. Hầu hết các cuộc tấn công nhắm mục tiêu là các hạ tầng căn cứ hải quân và xưởng tàu trên đảo, các sứ mệnh đặt thủy lôi được tiến hành tại vùng biển lân cận. Sau khi các oanh tạc cơ của Hoa Kỳ được tái bố trí, Không quân Hoàng gia Anh chịu trách nhiệm đối với hoạt động đặt thủy lôi gần Singapore và hành động này tiếp tục cho đến ngày 24 tháng 5 năm 1945.
Các cuộc tấn công có kết quả hỗn hợp. Mặc dù gây tổn thất đáng kể đến căn cứ hải quân và thương cảng vốn mang ý nghĩa trọng yếu của Singapore, song một số cuộc tấn công vào các mục tiêu này không thành công và các cuộc tấn công khác vào các hạ tầng chứa dầu trên các đảo gần Singapore không đạt kết quả. Chiến dịch đặt thủy lôi làm gián đoạn việc vận chuyển hàng hải của Nhật Bản tại khu vực Singapore và khiến họ mất ba tàu, và 10 tàu nữa bị thiệt hại, song không mang tính chất quyết định. Các cuộc tấn công từ trên không của Đồng Minh thành công trong việc nâng cao tinh thần của cư dân Singapore, họ tin rằng các cuộc tấn công đánh dấu việc thành phố sắp được giải phóng. Tổng số thương vong của thường dân do các cuộc oanh tạc ở mức thấp.

## Bối cảnh

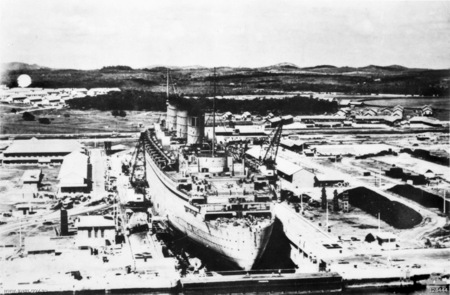
Tàu khách vượt đại dương tại ụ cạn King George VI trong tháng 8 năm 1940

Trong các thập niên sau Chiến tranh thế giới thứ nhất, Anh Quốc khoách trương Căn cứ hải quân Singapore tại Sembawang trên bờ biển phía bắc của hòn đảo, nằm trong các kế hoạch ngăn chặn chủ nghĩa bành trướng Nhật Bản trong khu vực (Chiến lược Singapore). Sản sinh hạ tầng vào hàng tối quan trọng trong Đế quốc Anh, gồm có ụ cạn King George VI và ụ nổi Admiralty IX. Tuy nhiên, các lực lượng Thịnh vượng chung được phân đến Malaya và Singapore nhanh chóng thất bại sau khi Chiến tranh Thái Bình Dương bùng nổ, Singapore đầu hàng Nhật Bản vào ngày 15 tháng 2 năm 1942. Singapore bị phi cơ Nhật Bản oanh tạc trong một số lần trong khuôn khổ trận Malaya và trận Singapore; các cuộc tập kích này khiến cho nhiều thường dân thiệt mạng.
Căn cứ hải quân Singapore ít chịu tổn thất trong giao tranh vào các năm 1941 và 1942, và trở thành hạ tầng tối quan trọng của Hải quân Đế quốc Nhật Bản bên ngoài bản thổ. Giống như lúc người Anh cai trị, nhiều thường dân địa phương được tuyển mộ để làm việc trong căn cứ, song Hải quân Nhật Bản áp đặt kỷ luật hà khắc đối với họ, trong đó bao gồm trừng phạt thân thể vì những lỗi nhỏ cũng như bỏ tù hoặc hành quyết vì tội ăn trộm và để lộ thông tin. Đệ nhị và đệ tam hạm đội của Nhật Bản được chuyển đến từ Trung Thái Bình Dương đến Singapore và quần đảo Lingga lân cận từ tháng 2 đến tháng 4 năm 1944 nhằm gần hơn với các nguồn nhiên liệu dầu của họ. Hai hạm đội này cấu thành bộ phận chính của Hải quân Đế quốc Nhật Bản, và vận hành hầu hết các chiến hạm và hàng không mẫu hạm còn lại của lực lượng này.
Các lực lượng Nhật Bản được phân đi phòng thủ Singapore không mạnh. Đến đầu năm 1945, lực lượng phòng thủ hàng không của Nhật Bản đối với Singapore chỉ gồm hai đại đội lục quân được trang bị pháo tự động, một số đơn vị phòng không của Hải quân Đế quốc Nhật Bản, và một số lượng nhỏ các chiến đấu cơ. Một vài pháo phòng không được vận hành bởi những phụ tá người Mã Lai. Lực lượng phòng thủ hàng không yếu kém bị cản trở do thiếu phối hợp giữa Lục quân và Hải quân, thiếu thiết bị kiểm soát hỏa lực của pháo, và không có radar kiểm soát hỏa lực hoặc khí cầu chướng ngại. Phòng thủ trước các cuộc tập kích ban đầu đặc biệt yếu do không có chiến đấu cơ ban đêm đặt gần Singapore và phối hợp yếu kém giữa các đơn vị pháo phòng không và đèn pha rọi.
Trong tháng 6 năm 1944, Bộ tư lệnh oanh tạc cơ XX của Lực lượng Hàng không Lục quân Hoa Kỳ bắt đầu các hoạt động không chiến với oanh tạc cơ hạng nặng B-29 Superfortress từ các căn cứ gần Kharagpur tại đông bắc Ấn Độ. Mặc dù vai trò chủ yếu của Quân đoàn là tấn công các mục tiêu công nghiệp tại bản thổ Nhật Bản, song khoảng 50% các sứ mệnh của họ được thực hiện nhằm hỗ trợ cho các hành động khác của Đồng Minh tại Thái Bình Dương. Bộ tư lệnh oanh tạc cơ XX báo cáo với Quân đoàn hàng không 20 của USAAF, được tư lệnh USAAF Henry H. Arnold chỉ huy trực tiếp từ Washington, D.C., thay vì các tư lệnh mặt trận của Đồng Minh tại Ấn Độ và Trung Quốc. Thiếu tướng Curtis LeMay nắm quyền trực tiếp đối với Bộ tư lệnh oanh tạc cơ XX vào ngày 29 tháng 8 từ Arnold.
Sau thất bại của Nhật Bản trong trận chiến vịnh Leyte vào cuối tháng 10 năm 1944, tàn dư của Hải quân Đế quốc Nhật Bản tập trung vào hai nhóm tàu. Một nhóm trở lại các căn cứ tại biển nội địa Seto, trong khi nhóm còn lại đóng tại quần đảo Lingga. Ngày 27 tháng 10, Arnold đề nghị với LeMay rằng thất bại của người Nhật tại Leyte có thể làm tăng tầm quan trọng của hạ tầng hải quân tại Singapore và hỏi Bộ tư lệnh oanh tạc cơ XX có thể tấn công các mục tiêu trên đảo hay không. Có ít thông tin tình báo mới về Singapore, và đến ngày 30 tháng 10, một phi cơ trinh sát hình ảnh B-29 bay trên Singapore lần đầu tiên và chụp được những bức ảnh chất lượng tốt về đảo. Bất chấp thành công này, nhân viên của LeMay cho rằng một cuộc tấn công ban ngày vào Singapore—vốn yêu cầu hành trình 4.000 mi (6.400 km) từ Kharagpur—có thể không thành công. Tuy vậy, Arnold ra lệnh rằng Bộ tư lệnh oanh tạc cơ XX tấn công Singapore.

## Tập kích

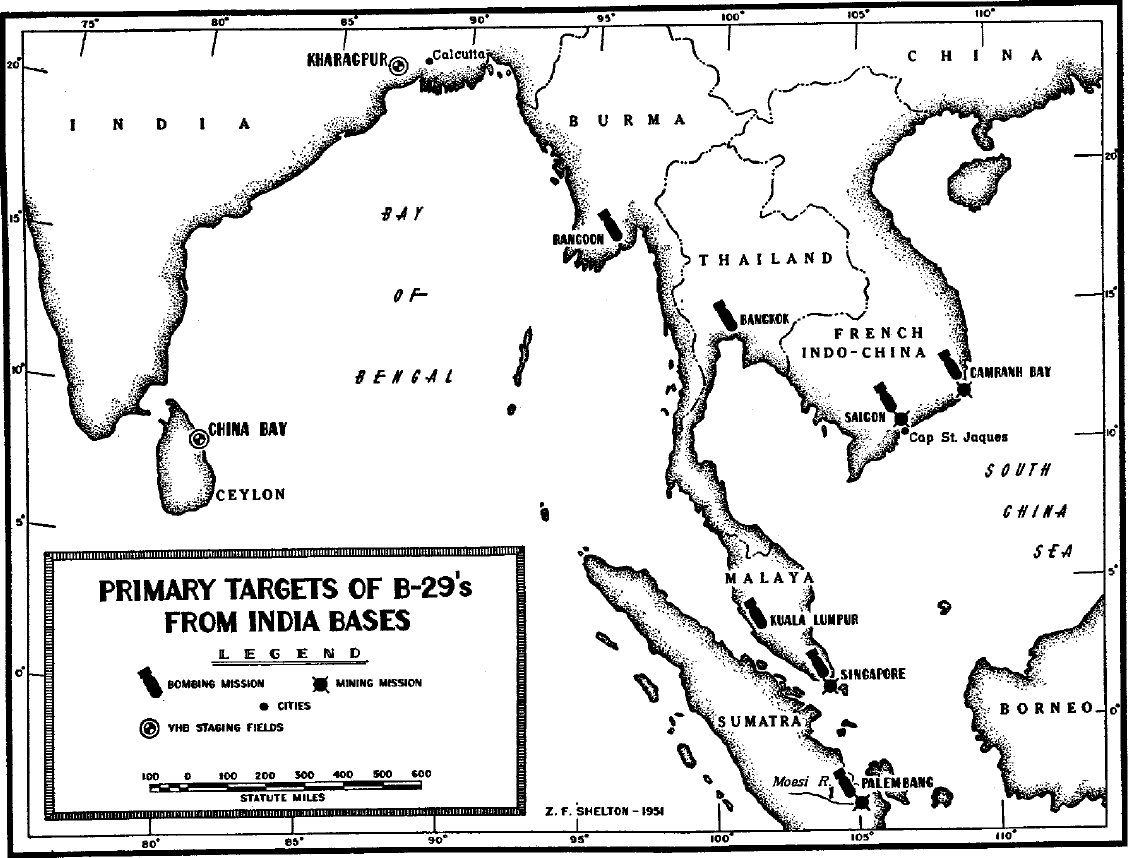
Vị trí các căn cứ oanh tạc cơ B-29 tại Ấn Độ và Ceylon và các mục tiêu tấn công chính của chúng tại Đông Nam Á

### Ban đầu
Cuộc tập kích đầu tiên vào Singapore diễn ra ngày 5 tháng 11 năm 1944. Bộ tư lệnh oanh tạc cơ XX từng 76 phái các B-29 từ căn cứ của họ quanh Kharagpur. Do mục tiêu nằm ở phạm vi cực độ, phi cơ chỉ được trang bị hai bom 1.000 pound; các phi công cũng được chỉ thị thả bom từ độ cao thấp hơn bình thường là 20.000 ft (6.100 m), và duy trì một đội hình lẻ. Mục tiêu chính của cuộc tập kích là ụ cạn George VI, và nhà máy lọc dầu Pangkalanbrandan tại miền bắc Sumatra được xác định là mục tiêu thứ hai.
Các phi cơ B-29 đầu tiên đến Căn cứ hải quân Singapore vào lúc 06:44, oanh kích chính xác cao độ, phi cơ dẫn đầu thả một quả bom xuống nơi nằm trong vòng 50 ft (15 m) từ cửa thùng chắn của ụ cạn. Quả bom thứ ba của B-29 rơi xuống gần đó và các phi cơ khác cũng ném trúng ụ cạn, khiến nó không thể sử dụng được trong ba tháng. Các quả bom rơi xuống hoặc rơi gần ụ cạn King George VI cũng gây thiệt hại cho tàu chở hàng 465 ft (142 m) đang được sửa chữa tại đó. Nhiều công nhân là thường dân trong và quanh ụ không thoát được và thiệt mạng. Những phi cơ tập kích cũng gây tổn thất cho các hạ tầng khác trong căn cứ hải quân. Tổng thể, 53 Superfortresses oanh tạc Căn cứ hải quân Singapore, trong khi bảy chiếc tấn công nhà máy lọc dầu Pangkalanbrandan. Một vài pháo phòng không của Nhật Bản khai hỏa vào các phi cơ, và có hai chiếc B-29 bị bắn hạ. Cuộc tập kích này là hành động oanh tạc ban ngày dài nhất được tiến hành cho đến thời điểm đó. Sau cuộc tấn công, các binh sĩ Nhật Bản tàn sát một nhóm công nhân Indonesia bị thương. Thiệt hại đối với ụ cạn King George VI đồng nghĩa với việc nó không thể được sử dụng nhằm sửa chữa các chiến hạm của Nhật Bản chịu thiệt hại tại trận chiến vịnh Leyte.

### Tiếp theo
Cuộc tiếp kích tiếp đến tại Singapore diễn ra trong tháng 1 năm 1945. Sau những báo cáo rằng các chiến hạm Nhật Bản chịu thiệt hại trong Chiến dịch Philippines đang được sửa chữa tại Singapore, một lực lượng gồm 47 Superfortresses được phái từ Ấn Độ đi tấn công ụ nổi Admiralty IX cũng như ụ King George VI tại bờ biển phía nam của đảo. Các phi cơ cất cánh vào lúc nửa đêm ngày 10 tháng 1 và bắt đầu đến Singapore vào 08:20 ngày 11 tháng 1. Chỉ có 27 phi cơ tấn công các ụ, và do hỏa lực phòng không mạnh từ các chiến hạm Nhật Bản trên eo biển Johor nên các oanh tạc cơ không gây ra thiệt hại nào. Các phi cơ khác oanh tạc Penang tại Malaya, Mergui tại Miến Điện và một số mục tiêu cơ hội, song thường là không thành công. Hai chiếc B-29 bị bắn hạ trong chiến dịch này.

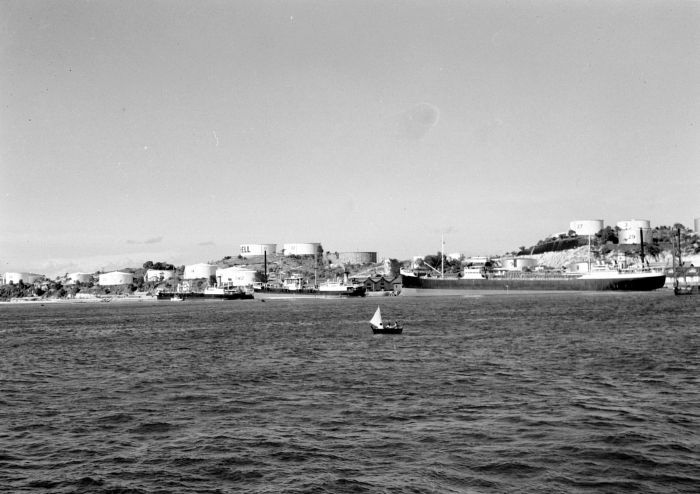
Các thùng chứa dầu trên đảo Samboe (ảnh năm 1936) từng là một trong những mục tiêu vào ngày 12 tháng 3 năm1945

Trong tháng 1 năm 1945, Bộ tư lệnh oanh tạc cơ XX bắt đầu chuẩn bị để tái bố trí đến quần đảo Mariana. Bộ tư lệnh ngưng các cuộc tấn công tại Nhật Bản và Đông Á, các B-29 thường sử dụng các căn cứ tại Trung Quốc để tiếp nhiên liệu trên đường đến các mục tiêu, thay vào đó Bộ tư lệnh tập trung vào các mục tiêu tại Đông Nam Á mà họ có thể tiếp cận từ Kharagpur. Do có ít các mục tiêu công nghiệp trong phạm vi từ Kharagpur, các ưu tiên cao nhất dành cho việc tấn công tàu tại các cảng lớn như Rangoon, Bangkok và Singapore cũng như các cảng nhỏ hơn. Các cuộc tấn công được thực hiện thông qua cả oanh tạc và đặt thủy lôi. Nằm trong quá trình chuyển đổi này, LeMay rời đến quần đảo Mariana vào ngày 18 tháng 1 và thay thế ông ta là Chuẩn tướng Roger M. Ramsey.
Bộ tư lệnh oanh tạc cơ XX tiến hành một cuộc oanh tạc thông thường với quy mô lớn vào Căn cứ hải quân Singapore ngày 1 tháng 2. Trong ngày này, 112 B-29 được phái đi, mỗi chiếc mang theo bốn bom 1.000 lb (450 kg). Mục tiêu chính của cuộc tập kích là ụ nổi Admiralty IX, nó bị 57/88 phi cơ tiếp cận Singapore ném bom. Cuộc tấn công này đánh chìm ụ tàu và phá hủy tàu 460 ft (140 m) đậu bên trong ụ. 21 phi cơ khác tấn công Singapore khi ném bom khu vực West Wall của căn cứ hải quân và phá hủy nhiều tòa nhà và một số thiết bị hạng nặng; khu vực này là nơi đặc các văn phòng chính của căn cứ. Trong số các phi cơ còn lại, 20 chiếc chuyển hướng và tấn công các mục tiêu tại Penang và Martaban. Một chiến đấu cơ của Nhật Bản bắn hạ một chiếc B-29 và một chiếc Superfortress khác bị phá hủy trên mặt đất sau khi chịu thiệt hại từ không kích.

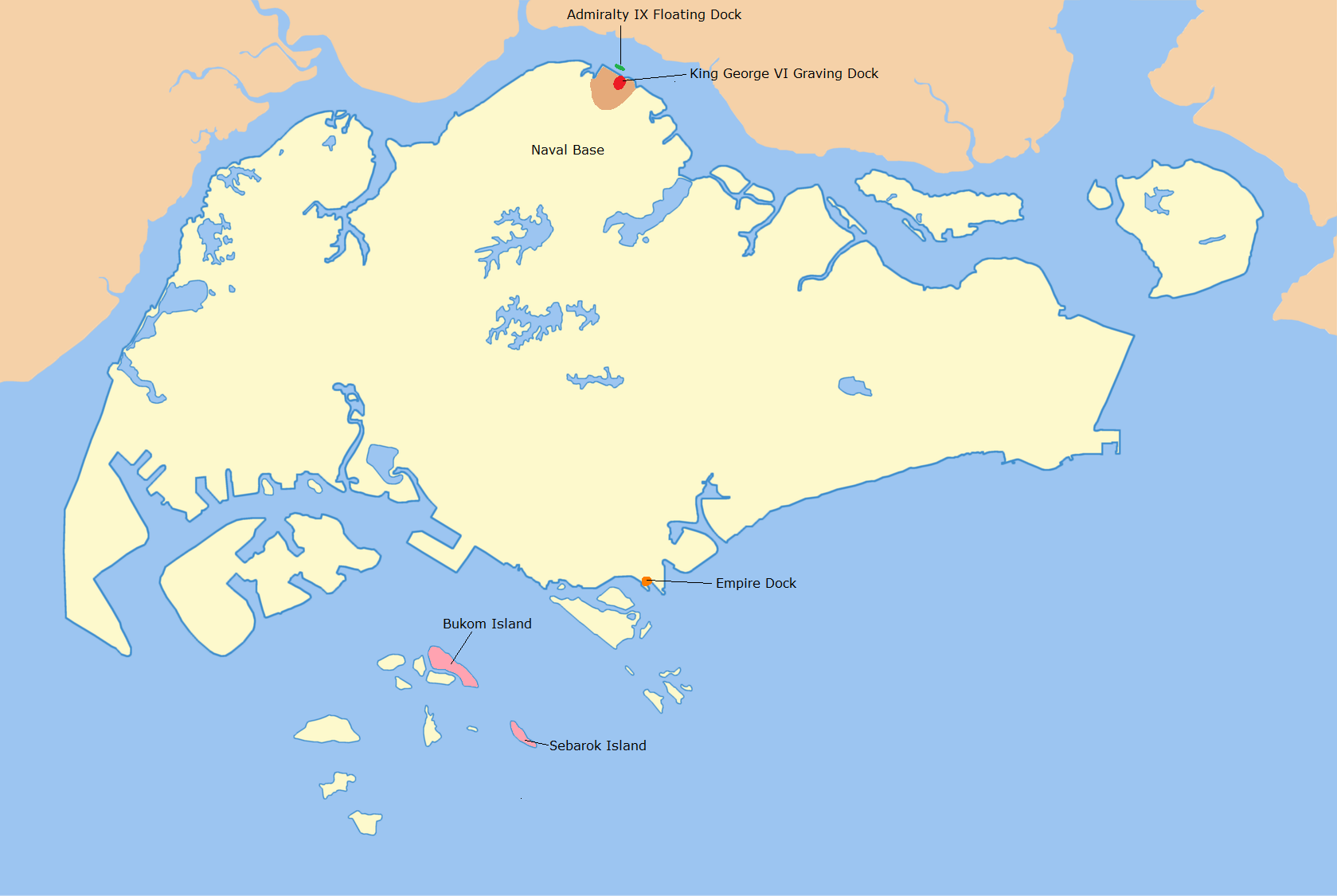
Các mục tiêu chính trong các cuộc tập kích của USAAF tại Singapore.
(Bản đồ mô tả đường bờ biển hiện đại của Singapore, không phải đường bờ biển thời Thế chiến II.)

Mặc dù Bộ Tư lệnh oanh tạc cơ XX bắt đầu chuẩn bị tấn công Căn cứ hải quân Singapore một lần nữa và ngày 6 tháng 2, song cuộc tập kích này bị Louis Mountbatten hủy bỏ vào ngày 3, nhân vật này là tư lệnh của các lực lượng Đồng Minh tại mặt trận Đông Nam Á. Mountbatten ra lệnh rằng các hạ tầng hải quân tại Singapore và Penang không phải là mục tiêu do chúng sẽ cần thiết đối với lực lượng Đồng Minh sau khi giải phóng Malaya và Singapore theo như dự kiến trong năm 1945. Sau khi yêu cầu làm rõ lệnh này, Ramsey họp với Mountbatten tại Kandy. Trong cuộc họp, Mountbatten phân công các mục tiêu tại khu vực Kuala Lumpur là ưu tiên số một của Bộ tư lệnh oanh tạc cơ XX, trong khi ưu tiên số hai là các khu vực được lựa chọn thận trọng tại Singapore. Các khu vực đó không bao gồm ụ nổi King George VI và các ụ nổi khác và các khu vực có máy móc hạng nặng, nhưng cho phép tấn công vào khu vực West Wall của Căn cứ hải quân Singapore, các kho chứa dầu hải quân và các ụ tàu thương mại. Sài Gòn được xác định là ưu tiên thứ ba của Bộ tư lệnh oanh tạc cơ XX, và ưu tiên thứ tư là các kho chứa dầu trên các đảo gần Singapore.
Tập kích oanh tạc khác tại Singapore diễn ra vào ngày 24 tháng 2. Trong ngày này, 116 chiếc B-29 được phái đi oanh tạc khu vực bến Empire tại mũi phía nam của Singapore. Đây là một bến thương nghiệp, được các nhà lập kế hoạch của Đội oanh tạc XX nhận định là mục tiêu hạn chế. Các oanh tạc cơ mang theo bom cháy, và 105 chiếc B-29 tiếp cận Singapore thành công trong việc đốt cháy 39% khu vực kho hàng gần bến. Do mục tiêu bị khói che khuất, 26 chiếc B-29 sử dụng ném bom mù thay vì ném bom nhìn, khiến độ chính xác kém và gây thiệt hại cho các khu vực nhà ở và thương mại của thường dân gần khu vực bến. Báo Syonan Shimbun sau đó tường thuật rằng 396 người bị mất nhà cửa do cuộc tập kích. Tổn thất của USAAF trong cuộc tập kích giới hạn trong một chiếc B-29, nó bị rơi sau khi cạn nhiên liệu trên đường về Ấn Độ.
Bộ tư lệnh oanh tạc cơ XX lại tấn công Singapore vào ngày 2 tháng 3. Do nhiều đơn vị phục vụ của Đội đang trên đường đến quần đảo Mariana, chỉ có 64 chiếc B-29 có thể phái đi được. Những phi cơ này nhắm vào khu vực cửa hàng và kho hàng tại Căn cứ hải quân Singapore với bom 500 lb (230 kg). 49 chiếc B-29 tiếp cận Singapore oanh tạc khu vực này và làm tăng thêm tổn thất gây ra từ các cuộc tập kích trước đó, song kết quả cuộc tấn công là hạn chế do hỏa lực phòng không từ các chiến hạm của Nhật Bản. Hai chiếc B-29 bị pháo phòng không bắn hạ.
Hai cuộc tập kích cuối cùng do Bộ tư lệnh oanh tạc cơ XX tiến hành trước khi được tái bố trí đến quần đảo Mariana có mục tiêu là các hạ tầng chứa dầu trên các đảo tại khu vực Singapore. Ngày 12 tháng 3, ba nhóm B-29 được phái đi tấn công các đảo Bukom và Sebarok ở ngay ngoài khơi bờ biển phía nam của Singapore cũng như đảo Samboe nằm cách vài dặm về phía nam gần đảo Batam thuộc Đông Ấn Hà Lan. Mỗi nhóm được phân một đảo khác nhau và không phải đọ sức với pháo phòng không hoặc chiến đấu cơ của Nhật Bản. Mặc dù vậy, thời tiết xấu khiến cho 44 chiếc B-29 tiếp cận khu vực mục tiêu sử dụng kỹ thuật ném bom mù và các cuộc tấn công của họ gây ít thiệt hại. Cuộc tấn công cuối cùng của đội diễn ra vào đêm ngày 29/30 tháng 3 khi 29 chiếc Superfortresses được phái đi tấn công đảo Bukom. Nhằm đạo tạo phi hành đoàn cho các chiến thuật cấp thấp, các oanh tạc cơ tấn công các mục tiêu của chúng một cách riêng rẽ từ độ cao 5.000 ft (1.500 m) đến 7.000 ft (2.100 m). Cuộc tập kích này phá hủy 7 trong số 44 thùng dầu trên đảo, và có thêm ba thùng bị hỏng. Không có chiếc B-29 nào bị mất trong hai cuộc tập kích này.

### Đặt thủy lôi gần Singapore
Nằm trong kế hoạch chống vận chuyển hàng hải, khoảng mỗi ngày rằm từ cuối tháng 1 năm 1945, Bộ tư lệnh oanh tạc cơ XX lại tiến hành các sứ mệnh đặt thủy lôi. Vào đêm ngày 25/26 tháng 1, 41 chiếc B-29 từ các Liên đoàn oanh tạc cơ 444 và 468 đặt sáu bãi thủy lôi tại các lối vào Singapore. Trong cùng đêm đó, các chiếc B-29 khác đặt thủy lôi ở ngoài khơi Sài Gòn và vịnh Cam Ranh trong một nỗ lực đặt thủy lôi bằng hàng không đơn lẻ lớn nhất tại Thái Bình Dương cho đến đương thời. Đêm ngày 27/28 tháng 2, 12 chiếc B-29 được phái đi đặt thủy lôi trên eo biển Johor. Mười trong số đó đặt thành công 55 mìn tại khu vực mục tiêu, và phi cơ khác đặt thủy lôi tại Penang. Trong thời kỳ rằm tháng sau, vào đêm 28/29 tháng 3, 22 chiếc B-29 đặt thủy lôi gần Singapore. Không có phi cơ nào bị mất trong các sứ mệnh này.
Sau khi Bộ tư lệnh oanh tạc cơ XX rút lui, Tập đoàn số 222 của Không quân Hoàng gia Anh chịu trách nhiệm đối với hoạt động đặt thủy lôi trong khu vực Singapore, sử dụng các oanh tạc cơ B-24 Liberator. Hoạt động đặt thủy lôi ngưng vào ngày 24 tháng 5 nhằm không gây ảnh hưởng đến kế hoạch đổ bộ dự kiến do Anh lãnh đạo tại Malaya, dự tính diễn ra trong tháng 9. Người Nhật thiết lập các trạm quan sát trên các đảo tại eo biển Singapore nhằm phát hiện các bãi mìn, song hành động này không hiệu quả và thường là các bãi mìn không bị phát hiện cho đến khi một tàu đâm vào một quả mìn. Tổng cộng, mìn thả từ oanh tạc cơ đã làm đắm ba tàu gần Singapore và gây thiệt hại cho 10 tàu khác. Hơn nữa, các bãi mìn phá vỡ các tuyến đường hộ tống và các nỗ lực của Nhật Bản nhằm đại tu tàu. Tuy vậy, chiến dịch đặt thủy lôi của Đồng Minh quá ngắn để đạt được kết quả mang tính quyết định.

## Hậu quả

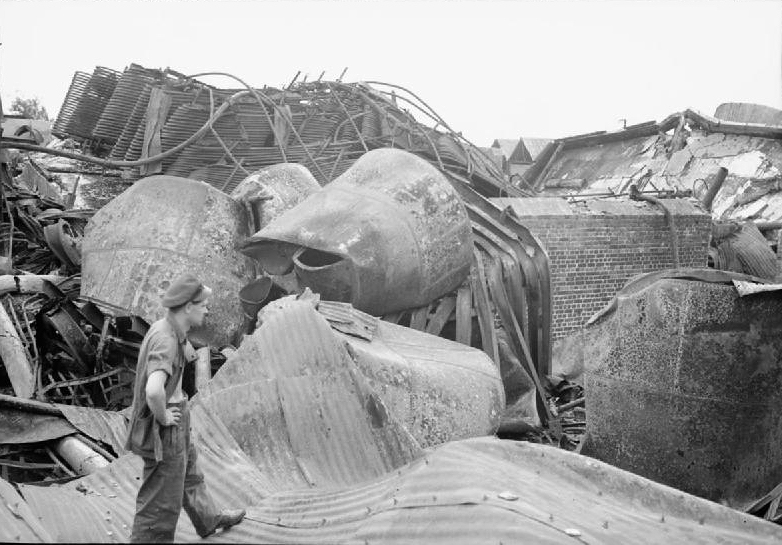
Một lái xe cơ giới của Không quân Hoàng gia Anh quan sát thiệt hại do các cuộc oanh tạc của Đồng Minh tại các bến tàu của Singapore, tháng 9 năm 1945

Các cuộc tấn công của Bộ tư lệnh oanh tạc cơ XX tại Singapore có kết quả hỗn hợp. Các cuộc tấn công vào Căn cứ hải quân Singapore gây thiệt hại hoặc phá hủy nhiều xưởng và không cho người Nhật sử dụng ụ nổi King George VI từ cuối năm 1944 đến đầu năm 1945, và ụ cạn Admiralty IX từ tháng 2 năm 1945. Thêm vào đó, các công nhân tại Căn cứ hải quân không thể trở lại làm việc trong một số thời gian sau mỗi cuộc tập kích, và được cấp lương, khẩu phần tốt hơn và có thêm các hầm tránh bom. Mặc dù tổn thất của khu vực bến Empire gây trở ngại cho hoạt động cảng của người Nhật, song điều kiện nghèo nàn của khu vực cảng cũng cản trở các nỗ lực của người Anh nhằm phục hồi Singapore sau chiến tranh. Các cuộc tấn công vào các thùng tại kho chứa dầu tại các đảo gần Singapore ít thành công hơn, và nhiều nơi vẫn có thể hoạt động sau khi Nhật Bản đầu hàng.
Những nỗ lực quân sự của Nhật Bản trong việc phòng thủ Singapore trước các cuộc không kích không có được thành công. Do tình trạng yếu kém của phòng thủ hàng không của đảo, chỉ có chín B-29 bị bắn hạ trong chiến dịch của Hoa Kỳ, tất cả đều trong các cuộc tập kích ban ngày. Các hoạt động rà phá mìn cũng diễn ra chậm, và phải mất ba tuần để tuyên bố cảng an toàn sau mỗi cuộc tập kích đặt thủy lôi của Đồng Minh. Các thành viên phi hành đoàn sống sót trên các oanh tạc cơ Hoa Kỳ bị bắn hạ phải đối diện với số mệnh khác nhau: một số nhỏ có liên kết với các phong trào kháng cự như Quân đội Nhân dân Malaya kháng Nhật, trong khi số khác bị người Nhật bắt và bị giam giữ trong các điều kiện khắc nghiệt. Những người bị Hải quân Đế quốc Nhật Bản bắt giữ và bị giam tại Căn cứ hải quân thì bị chặt đầu. Sau chiến tranh, các nhân viên người Nhật được cho là phải chịu trách nhiệm về các hành động tàn bạo chống lại những tù nhân này bị xét xử trong các phiên tòa tội ác chiến tranh, những người bị kết tội chịu hình phạt tử hình hoặc án tù dài hạn.
Các cuộc không kích tại Singapore làm tăng tinh thần của cư dân trên đảo, chúng được xem là điềm báo trước cho việc Singapore được giải phóng khỏi sự cai trị áp bức của Nhật Bản, song thường dân nhìn chung cẩn thận che giấu niềm tin này với những nhân viên người Nhật. Các phi cơ B-29 được nhận định phổ biến là bất khả xâm phạm, và các thường dân được cổ vũ do nó có vẻ có khả năng tấn công người Nhật theo ý muốn. Trong một nỗ lực nhằm chống lại quan điểm này, chính quyền chiếm đóng trưng bày các mảnh vỡ từ các B-29 bị rơi và các thành viên phi hành đoàn còn sống, cũng như chiếu các cảnh phim về một chiếc Superfortress bị bắn hạ. Chiến dịch tuyên truyền này không thành công. Người Nhật cũng thất bại trong nỗ lực nhằm khích động cư dân Hồi giáo của Singapore chống lại các cuộc tấn công bằng cách nhấn mạnh thiệt hại của một thánh đường Hồi giáo vào các ngày 11 tháng 1 và 24 tháng 2, cuộc tấn công sau trùng với lễ sinh nhật Muhammad. Yếu tố khác góp phần vào sự ủng hộ công chúng đối với các cuộc tập kích là do chính sách nhằm vào các mục tiêu hạ tầng quân sự, kết quả là chỉ một số lượng hạn chế thường dân chịu thương vong, và các cuộc oanh tạc của Hoa Kỳ được nhận định là chính xác cao độ. Dự đoán về các cuộc tấn công thêm nữa khiến giá thực phẩm và các hàng hóa khác tăng lên, do nhân dân dự trữ các nhu yếu phẩm; các nỗ lực của người Nhật nhằm chấm dứt tích trữ và trục lợi không đạt thành công.